# 高来神社

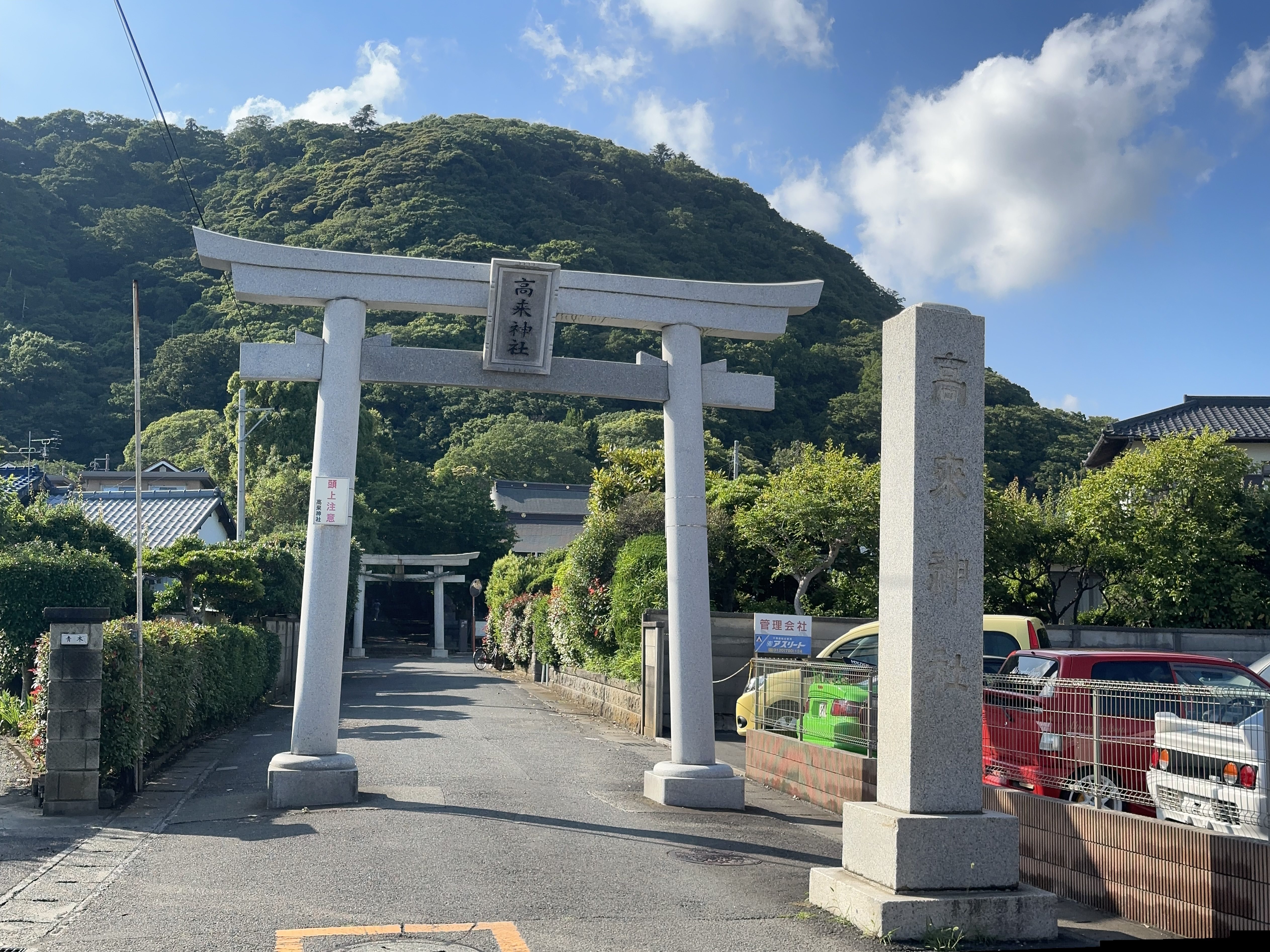
鳥居と参道（2023年6月）

高来神社、高來神社（たかく じんじゃ）は、神奈川県中郡大磯町高麗（こま）に鎮座する神社。高麗神社（こまじんじゃ）とも呼ばれる。旧社格は郷社。
社名は一説に朝鮮半島にあった高句麗からの渡来人に由来するといわれる。

## 由緒
中世の戦乱等により書物が焼失したため起源は明らかでないが、神武天皇の時代の創建とする記録があるという。
かつては高麗山の山頂に上宮があって高麗権現社といい、右の峰に白山権現を、左の峰に毘沙門天を勧請して「高麗三社権現」と称した。
高句麗が新羅・唐連合軍に滅ばされた時に、その王族・若光を中心に高麗人が相模国大磯に渡来し、その後若光一族を含めた各地の高麗人は武蔵国高麗郡（こまぐん）に集められ、高麗神社も設立したという。高来神社の例大祭「御船祭」の木遣歌「権現丸」に、「高麗国守護」が渡来して、「大磯浦の守護」となったとある。
また古来武門の信仰が篤く、鎌倉期に将軍源頼朝が正室北条政子の安産祈願をして、戦国時代には後北条氏がわずかな領地を寄進したという文献があるという。
虎御前は大磯の遊女で、『曽我物語』の主人公、曽我十郎の恋人。この寺で出家して、生涯を十郎の鎮魂に捧げた。
相模国淘綾郡（高麗寺領）高麗寺村、のち高麗村、大磯町高麗に位置した。

## 祭神
- 神皇産霊尊
- 天津彦穂邇々伎尊
  - 応神天皇
  - 神功皇后

## 年表
- 神武天皇朝？：創建[5]
- 垂仁天皇朝：神皇産霊尊と天津彦穂邇々伎尊を祭神とする
- 安閑天皇朝2年（533年）：神功皇后・応神天皇が合祀される
- 養老元年（717年）：本地垂迹説に基づく神仏習合により高麗寺別当の所管となる
- 天正19年（1591年）：徳川家より朱印地百石を与えられる
- 寛永年間：東照大権現を併祀
- 明治元年（1868年）：神仏分離令により高麗寺から分離され高麗神社となる（高麗寺は廃寺）
- 明治6年（1873年）：郷社に列せられる
- 明治30年（1897年）：高来神社に改称（戦国時代に相模国大住郡に新設された「高来郷」に由来）
- 明治40年（1907年）：神饌幣帛を供進すべき神社に指定される

## 祭事
- 元旦祭：1月1日
- 節分祭：2月3日
- 春季例祭（山神輿）：4月18日に近い土曜日（上宮渡御）〜日曜日（本社還御）
- 夏季大祭：7月18日に近い日曜日　※西暦偶数年は舟形山車が出され「御船祭」とも呼ばれる

## 交通
- JR東日本東海道本線大磯駅から「平塚駅北口行き」バス、「化粧坂」又は「花水」下車徒歩3分。